# Volcán Barú
El volcán Barú es la elevación más alta de Panamá , con una altura de 3475 m s. n. m. Lo comparten tres distritos: Boquerón, Boquete y Tierras Altas en la provincia de Chiriquí.
Según estudios científicos su última erupción tuvo lugar aproximadamente entre hace 400 y 550 años. Se estima que su altura era mayor a 4600 m y con la cima cubierta de nieves perpetuas, la cual colapsó por una erupción lateral que redujo su altura hasta los valores actuales y provocando un inmenso alud con lodo y escombros, del cual aun se puede apreciar vestigios en la zona.

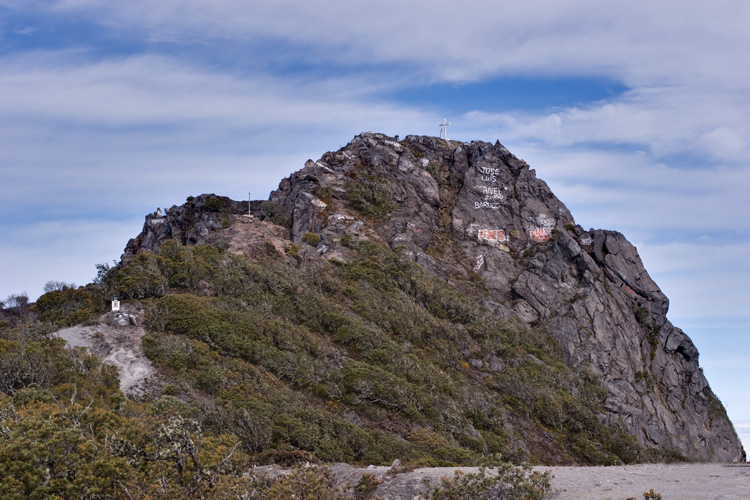
Cima del volcán Barú.

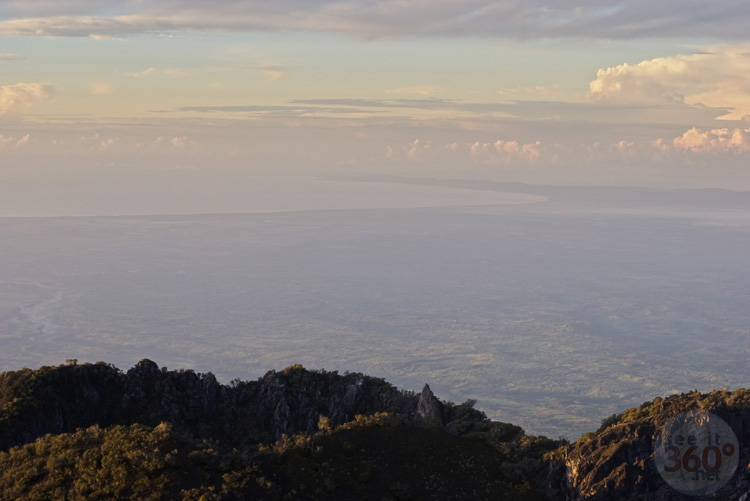
Vista del océano Pacífico desde la cima, también es posible ver la punta Burica.

Es un volcán potencialmente activo localizado al sur de la división continental, en las estribaciones de la cordillera de Talamanca, al oeste de la provincia de Chiriquí y está rodeado por un área fértil de tierras altas y ayudadas por los ríos Chiriquí Viejo, Piedra, Macho Monte y Caldera. Las comunidades de Volcán y Cerro Punta se encuentran en el lado oeste, Boquete al lado este y Potrerillos al sur gozan de la misma ubicación.
La erupción más significativa del volcán ocurrió aproximadamente en el año 500. Además, existen informes y evidencia de una erupción menor ocurrida alrededor del año 1550.
Debido a lo angosto del istmo de Panamá y a la altura del volcán, en un día claro es posible ver el océano Pacífico y el mar Caribe desde su cima, asimismo, su silueta es visible a kilómetros de distancia, inclusive desde ciudades como David y Puerto Armuelles. La temperatura mínima en la cumbre en los meses de diciembre a marzo es inferior a -2 °C, por lo que ocasionalmente se ha observado la caída de precipitaciones sólidas en forma de nieve granulada. La formación de escarcha es frecuente. El volcán está localizado a una distancia de 50 km del océano Pacífico y unos 40 km del Atlántico. Ubicado a las afueras de la ciudad de Boquete (localidad más cercana) y es la principal atracción del Parque Nacional Volcán Barú. 
Se puede llegar a la cima desde los poblados de Boquete o desde el poblado de Volcán, ambos localizados en la provincia de Chiriquí, siendo el primero el más accesible.